# 小柳日鶴
小柳 日鶴（こやなぎ ひづる）とは元宝塚歌劇団男役（月組副組長）。兵庫県川西市出身。園田高等女学校出身。芸名は父が命名。宝塚歌劇団時代の愛称はマエノちゃん。

## 来歴
1947年に宝塚音楽学校に入学。翌1948年、宝塚歌劇団に35期生として入団し、『春のおどり (大津絵)』で初舞台を踏む。宝塚入団時の成績は46人中20位。
1975年?から1976年?まで月組副組長を務める。
1989年3月3日付で宝塚歌劇団を退団。最終出演公演の演目は星組・中日劇場公演『戦争と平和』である。

## 人物
宝塚歌劇団時代の配属組は雪、星、花、月、演劇専科の順である。

## 宝塚歌劇団時代の主な舞台出演
- 『南の哀愁』酋長 役（1964年3月：宝塚大劇場）
- 『ローレライ』ルートリッヒ 役（1966年9月：宝塚大劇場）
- 『オクラホマ!』エラム 役（1967年7月：宝塚大劇場）
- 『霧深きエルベのほとり』ロンバルト 役（1967年1月 - 2月：宝塚大劇場、4月：東京宝塚劇場）
- 『ウエストサイド物語』ドック 役（1968年8月 - 9月：宝塚大劇場）
- 『嵐が丘』リントン 役（1969年10月 - 11月：宝塚大劇場）
- 『霧深きエルベのほとり』ロンバルト 役（1973年5月 - 6月：宝塚大劇場、8月：東京宝塚劇場）
- 『ベルサイユのばらIII』ヨーゼフ2世 役（1976年8月:東京宝塚劇場）
- 『風と共に去りぬ』ミード博士 役（1978年2月 - 3月：宝塚大劇場、4月 - 5月：福岡市民会館、5月：小倉市民会館、7月：東京宝塚劇場）
- 『うたかたの恋』ロシェック 役（1983年5月 - 6月：宝塚大劇場、12月：東京宝塚劇場）
- 『花供養』 - 水無瀬 役（1984年3月 - 4月：宝塚バウホール）
- 『我が愛は山の彼方に』李将軍 役（1984年6月 - 8月：宝塚大劇場、11月：東京宝塚劇場）
- 『愛あれば命は永遠に』ポンピニアン夫人 役（1985年3月 - 5月：宝塚大劇場、7月：東京宝塚劇場）
- 『二都物語』エヴレモンド侯爵 役（1985年5月 - 6月：宝塚大劇場、8月：東京宝塚劇場）
- 『レビュー交響楽』セドリック・ジーグフェルド 役（1986年3月 - 5月：宝塚大劇場、7月：東京宝塚劇場）
- 『別離の肖像』ミセス・ロジャース 役（1987年6月 - 8月：宝塚大劇場、11月：東京宝塚劇場）
- 『風と共に去りぬ』ミード博士 役（1988年1月 - 2月：宝塚大劇場、4月：東京宝塚劇場）
- 『戦争と平和』ボルコンスキー公爵/軍医ドルベッカーヤ 役（1988年8月 - 9月：宝塚大劇場、12月：東京宝塚劇場、1989年2月：中日劇場）